# Takehiko Kawanishi
Takehiko Kawanishi (jap. 川西 武彦 Kawanishi Takehiko; ur. 9 października 1938) – japoński piłkarz, reprezentant kraju.

## Kariera klubowa
Od 1961 do 1966 roku występował w klubie Toyo Industries.

## Kariera reprezentacyjna
W reprezentacji Japonii zadebiutował 1959. W reprezentacji Japonii występował w latach 1959-1962. W sumie w reprezentacji wystąpił w 8 spotkaniach.

## Statystyki
| Reprezentacja Japonii | Reprezentacja Japonii | Reprezentacja Japonii |
| Rok                   | Mecze                 | Gole                  |
| --------------------- | --------------------- | --------------------- |
| 1959                  | 1                     | 0                     |
| 1960                  | 1                     | 0                     |
| 1961                  | 5                     | 0                     |
| 1962                  | 1                     | 0                     |
| Razem                 | 8                     | 0                     |